# Vittorio Falmec San Martino Colle
L'Associazione Sportiva Dilettantistica Vittorio Falmec San Martino Colle è una società calcistica italiana, con sede a Vittorio Veneto. Milita in Eccellenza, la quinta divisione del campionato italiano di calcio.

## Storia
L'Unione Sportiva Vittorio Veneto è stata fondata nel 1922, inizialmente col nome Associazione Sportiva Vittorio Veneto adottando come colori sociali il rosso e il blu tratti dallo stemma del gonfalone comunale.
La società dopo appena un biennio nei campionati di Prima Divisione Veneta approdò per la prima volta nella sua storia in Serie C nella stagione 1941-1942 arrivando al suo esordio in quattordicesima posizione, poi, il suo cammino nella terza serie proseguì anche dopo la seconda guerra mondiale ove nel campionato di Serie C 1942-1943 i rossoblù vennero allenati da Enrico Colombari e avevano giocatori come Emilio Bergamini, Franco De Gregori e Lino Grava fino al campionato di Serie C 1947-1948 quando retrocesse nella neonata Promozione Interregionale.
Nel 1949, il Vittorio Veneto per problemi finanziari rinunciò all'attività sportiva e ripartì dalla Seconda Divisione Veneta, ove nel giro di cinque anni dopo aver disputato la massime divisioni regionali a livello dilettantistico nella stagione del campionato di Promozione Veneto 1955-1956 venne promosso in IV Serie in cui vi rimase per un lustro, seguito dal mitico ritorno in Serie C a partire dalla stagione 1961-1962 in cui giocarono calciatori come Paolo Barison al quale è stato intitolato lo stadio della città, Giuseppe Bosco, Renato Faloppa, Raoul Bortoletto, Pilade Canuti, Guerrino Rossi, Nereo Manzardo, Agostino De Nardi, Odero Gon, Sergio Realini, Franco De Cecco e Romano Bernard oltre ad avere come allenatore nella stagione di Serie C 1962-1963 Sergio Manente.
Dopo quattro anni disputati in Serie C, però, per il Vittorio Veneto seguirono anni difficili tra Serie D e Promozione Veneta, in cui il Vittorio Veneto conobbe allenatori come Narciso Soldan e giocatori come Livio Pin, Elvi Pianca, Francesco Casagrande, Franco Catto, Eliseo Zerlin, Alberto Giacomin ed Eddo Carlet salvo una parentesi quinquennale nel Campionato Interregionale dal 1984 al 1989.
L'unico squillo negli anni '90 è la vittoria della Coppa Italia regionale avvenuta in Eccellenza Veneto nell'anno 1997-1998.
Dopo la fusione con il SanMartinoCollumbertese (società nata nel 2000 dalla fusione fra l’U.S San Martino di "Di Tre Italia" e l’U.S. “Ormet” Collumbertese) avvenuta nel 2005, cambia nome in Associazione Sportiva Dilettantistica Vittorio Falmec S. Martino Colle.
La società col neo presidente Luciano Posocco affrontò il campionato di Promozione Veneta salvandosi al 10º posto. Nelle seguenti stagioni approdò ai play-off uscendo sempre; ma è nella stagione 2009-2010 che le cose cambiano. Infatti in quell'annata conquista la Promozione Veneta e compie finalmente il salto in Eccellenza Veneto, vincendo anche la Coppa Italia fase regionale. Ma è solo l'inizio, l'anno successivo approda di nuovo in finale e la rivince battendo 1-0 la Piovese. Nella stagione 2011-2012 riapproda in finale ancora, ma non riesce a conquistare il tris di coppe essendo battuto dal Real Vicenza per 2-0.
Il 21 aprile 2013, conquista matematicamente a tre giornate dal termine del campionato di Eccellenza Veneto 2012-2013, il ritorno in Serie D dopo 24 anni, ma l'esperienza è durata appena un anno per poi retrocedere di nuovo dopo i play-out persi contro il Dro. Gli ultimi presidenti portano il nome di Erminio Fadelli, Pierluigi Tonon, che alla sua prima stagione 2016-17 ha riportato il Vittorio dalla Promozione all’Eccellenza, e l’attuale Mauro Tonon.

## Palmarès

### Competizioni nazionali
- Serie D: 1

1960-1961 (girone C)

### Competizioni regionali
- Eccellenza: 1

2012-2013 (girone B)
- Promozione: 2

2009-2010 (girone D), 2016-2017 (girone D)
- Campionato italiano di terza divisione: 1

1933-1934 (girone B)
- Coppa Italia Dilettanti Veneto: 3

1997-1998, 2009-2010, 2010-2011

### Altri piazzamenti
- IV Serie:

Terzo posto: 1956-1957 (girone D)
- Eccellenza:

Terzo posto: 2024-2025 (girone B)
- Promozione:

Secondo posto: 1978-1979 (girone B), 1991-1992 (girone D), 1996-1997 (girone D), 2008-2009 (girone D)
Terzo posto: 2006-2007 (girone D)

## Campionati nazionali
| Livello | Categoria                 | Partecipazioni | Debutto   | Ultima stagione | Totale |
| ------- | ------------------------- | -------------- | --------- | --------------- | ------ |
| 3º      | Serie C                   | 9              | 1941-1942 | 1964-1965       | 9      |
| 4º      | Promozione                | 1              | 1948-1949 | 1948-1949       | 12     |
| 4º      | IV Serie                  | 1              | 1956-1957 | 1956-1957       | 12     |
| 4º      | Campionato Interregionale | 2              | 1957-1958 | 1958-1959       | 12     |
| 4º      | Serie D                   | 8              | 1959-1960 | 1970-1971       | 12     |
| 5º      | Campionato Interregionale | 5              | 1984-1985 | 1988-1989       | 6      |
| 5º      | Serie D                   | 1              | 2013-2014 | 2013-2014       | 6      |